# Beluvai, Mangalore
Beluvai là một làng thuộc tehsil Mangalore, huyện Dakshina Kannada, bang Karnataka, Ấn Độ.